# Маяк (місто)
Маяк (рос. Маяк; рум. Maiac) — селище в Придністровській Молдавській Республіці, у Григоріопольському районі. За законами Молдови має статус міста.
Станом на 2004 рік у селі проживало 47,7% українців.

## Радіотелецентр
Містоутворюючим підприємством селища довгий час був великий широкомовний Радіоцентр — Придністровський радіотелецентр, проте зі спадом суспільного інтересу до КВ/СВ радіомовлення селище втратило статус і змушене жити на загальних підставах.